# باب طاهونه
باب طاهونه، یک آبادی از توابع بخش راین، شهرستان کرمان در استان کرمان ایران است.

## جمعیت
این آبادی در دهستان گروه قرار دارد و براساس سرشماری مرکز آمار ایران در سال ۱۳۹۵، جمعیت آن ۸۰ نفر (۲۹ خانوار) بوده‌است.
همچنين نام اين روستا در ميان اهالي آن با نام دراسيو (درب اسياب ) به كار برده مي شود. به گفته اهالي روستا يك آسياب آبي در پايين دست اين روستا بوده (كه در حال حاضر تخريب شده است) و نام درب آسياب از ان گرفته شده است. همچنبين يك رودخانه از وسط اين روستا مي گذرد كه تقريبا دائمي است.
اين روستا يك روستاي دره اي مي باشد كه ارتفاع ان از 2650 در ابتداي دره تا 2780 تا انتهاي دره امتداد دارد. در اين روستا درختان گردوي سر به فلك كشيده اي ديده مي شود كه مي توان گفت عمر هر يك از آنها بالاي 200 سال مي باشد. 